# Carl Martin Eckmair
Carl Martin Eckmair (* 28. Oktober 1907 in Eferding; † 25. September 1984 ebenda) war ein österreichischer Schriftsteller, Journalist und Pädagoge.

## Ausbildung und Beruf
Nach der Matura am Stiftsgymnasium Wilhering (1928) studierte er an der Bundeslehrerbildungsanstalt Linz und an der Universität Wien. Ab 1934 unterrichtete er in Volksschulen in Eferding, Linz. Von 1936 bis 1945 war er Oberlehrer und Schulleiter in Fürling bei Gutau. Von 1945 bis 1947 unterrichtete er an der Hauptschule in Gallneukirchen. Von 1948 bis 1950 war er bei der oberösterreichischen Lehrerkrankenfürsorge tätig. Ab 1951 unterrichtete er als Sonderschullehrer in Linz. 1960 wurde er als Sonderschuldirektor in Linz Karlhof bestellt.

## Literarische Werke
Sein literarisches Schaffen umfasst Gedichte, Weihespiele, Schulfunksendungen, Hörspiele, Erzählungen und Kurzgeschichten.
- Im Wiener Verlag Adolf Luser, Wien, wurde 1944 sein Gedichtband Geliebte Erde veröffentlicht.
- Zuvor hatte ihm 1942 die Berliner Zeitschrift Die Dame ihren Lyrikpreis verliehen.

Im Oberösterreichischen Landesverlag erschienen:
- 1951 Heimkehr ins Herz
- 1957 Noch ist es Tag
- 1967 Waage der Hoffnung
- 1980 Das kleine Credo

## Journalist
Eckmair war in Wien von 1928 bis 1931 als Journalist und Redakteur bei der Reichspost und beim Kleinen Volksblatt hauptberuflich tätig. Wieder in Oberösterreich finden sich Publikationen im Linzer Volksblatt (1933) und in den Heimatgauen (1935).
Während der NS-Zeit war er nebenberuflich Mitarbeiter der NS-Wochenzeitung Bauernzeitung für Oberösterreich und schrieb gelegentlich Berichte im Kulturressort der Wiener Ausgabe des Völkischen Beobachters. In dieser Zeit konnte er immer wieder Gedichte, Erzählungen und Kurzgeschichten in diversen Zeitungen und Zeitschriften veröffentlichen. Eckmair beantragte am 1. Februar 1940 die Aufnahme in die NSDAP und wurde zum 1. April desselben Jahres aufgenommen (Mitgliedsnummer 8.428.387).
Von 1950 bis etwa 1963 findet sich seine nebenberufliche Mitarbeit beim Neuen Volksblatt sowie in diversen oberösterreichischen Wochenzeitungen.

## Schriftleiter, Vereine
- 1944 gab er gemeinsam mit Herbert Sailer und Georg Schneider die Zeitschrift Stimme der Heimat (Hamburg, Verlag Ellermann) heraus.
- 1946 gründete er gemeinsam mit Karl Emmerich Baumgärtel und Maximilian Narbeshuber die Notgemeinschaft Oberösterreichischer Schriftsteller
- Anfang der 1950er Jahre war er Präsident des Oberösterreichischen Künstlerbundes, wo er als Autor an dessen Publikationen Silberrose und Die Sammlung mitwirkte.
- Ab 1953 fungierte er als Schriftleiter der Oberösterreichischen Schulblätter
- Ab 1956 war er Obmann der Gemeinschaft oberösterreichischer Schriftsteller im Oberösterreichischen Volksbildungswerk.
- 1962 erfolgte die Verleihung des Berufstitels Professor.
- Mitgliedschaft in der Innviertler Künstlergilde

## Familie
Der Schriftsteller war mit der Schriftstellerin Mimi (Hermine) Eckmair-Freudenthaler verheiratet.